# Massacre du lac Majeur

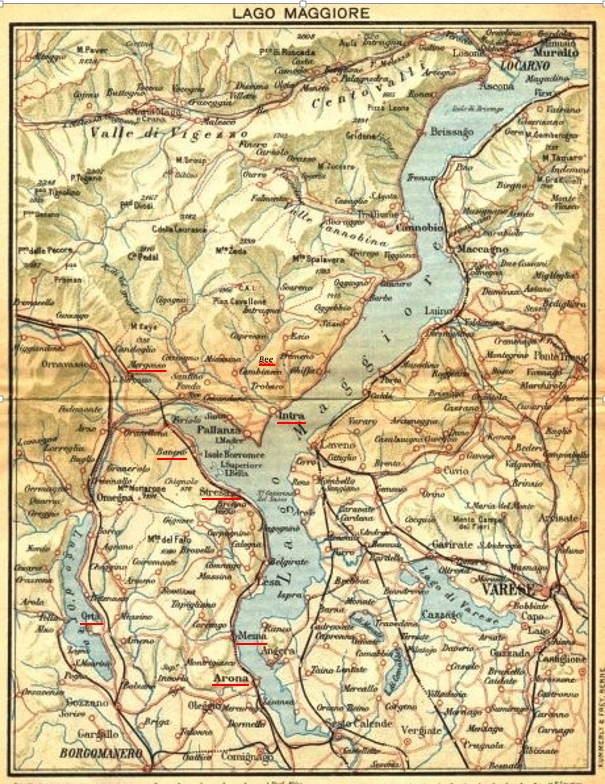
Carte de 1930 de la région du lac Majeur. Les communes où ont eu lieu les meurtres sont soulignées en rouge

Le massacre du lac Majeur, qui s'est déroulé à l'automne 1943, est le premier massacre nazi de Juifs en Italie. Avec 57 victimes identifiées, il est le second en importance par le nombre de victimes juives après celui des Fosses ardéatines où 75 Juifs ont été assassinés parce que juifs, en même temps que 260 autres otages. Neuf localités sont concernées, toutes situées dans la province de Novare (maintenant répartie entre la province de Novare et la province du Verbano-Cusio-Ossola).

## La présence juive autour du lac
En septembre 1943, on estime le nombre de Juifs à un peu plus d'une centaine dans l'Alto-Novarese, que l'on peut classer en trois catégories : les Juifs italiens possédant une propriété et résidant habituellement dans la région ; les Juifs italiens de Milan et d'autres villes de Lombardie, fuyant les attentats et les bombardements et réfugiés dans la région. Ils logent soit en location soit à l'hôtel ; les Juifs de l'étranger, avec un passeport italien ou autre, et vivant principalement à l'hôtel. Parmi ce dernier groupe, on trouve une majorité en provenance de Thessalonique où depuis le printemps a commencé la déportation massive de l'importante communauté juive. Ceux possédant un passeport italien ont eu la possibilité, avec l'aide du consulat italien de fuir vers Athènes avant de rejoindre l'Italie.

## L'arrivée des SS
Peu de temps après l'armistice du 8 septembre 1943, les forces allemandes occupent la province de Novare. La région du lac Majeur est occupée le 11 septembre par la 1re Panzerdivision SS Leibstandarte-SS-Adolf Hitler (division blindée des gardes du corps SS d’Adolf Hitler), connue pour ses exactions sur le front de l'Est. Le commandement s'installe à l'Hôtel Beaurivage de Baveno et les principales communes de la côte piémontaise du lac et du val d'Ossola sont occupées. Ils resteront environ un mois, puis se déplaceront à Casale Monferrato. Les ordres sont, en plus de l'occupation du territoire, la saisie des armes et le contrôle des frontières, notamment pour empêcher la fuite des soldats italiens démobilisés, mais aussi indiquent la mise en sécurité des Juifs.

## Chronologie du massacre
La rafle des Juifs commence entre le 13 et le 14 septembre à Baveno, pour se poursuivre les jours suivants. Ils arrêtent toute la famille de Mario Luzzatto, ancien directeur du siège londonien de Pirelli, et habitant villa del Castagneto, ainsi que celle d'Emil Serman, un riche commerçant d'origine autrichienne habitant la villa Fedora. Sont aussi arrêtés, un rabbin âgé d'origine lettone avec sa femme, ainsi que deux autres femmes. Au total 14 personnes, qui sont dans un premier temps amenées à l'Hôtel Ripa, avant d'être assassinées sur le rivage puis jetées dans le lac. Les deux villas sont pillées et servent de lieu pour l'organisation de fêtes et banquets. Après les assassinats, les SS décident d'organiser une mise en scène. Le maire de Bavero, Columella, entouré d'officiers SS, lit à la population deux fausses lettres, sans adresse, annonçant que les disparus étaient en sécurité et qu'ils faisaient don d'une partie de leur argent aux pauvres du pays.
Le 15 septembre, les SS poursuivent leur rafle dans d'autres localités. À Arona, ils arrêtent le comte Vittorio Cantoni Mamiani Della Rovere avec sa vieille mère, et ensuite dans son magasin, la femme du photographe Penco, à l'hôtel, des membres de la famille Modiano en provenance de Salonique et dans une villa louée la mère et le fils Rakosi d'origine hongroise. En tout 9 victimes qui disparaissent sans laisser de trace,. La nombreuse famille de l'industriel milanais Federico Jarach, qui résidait dans une villa en dehors d'Arona, réussit à échapper aux Allemands en traversant le lac en bateau, avertie juste à temps par téléphone.

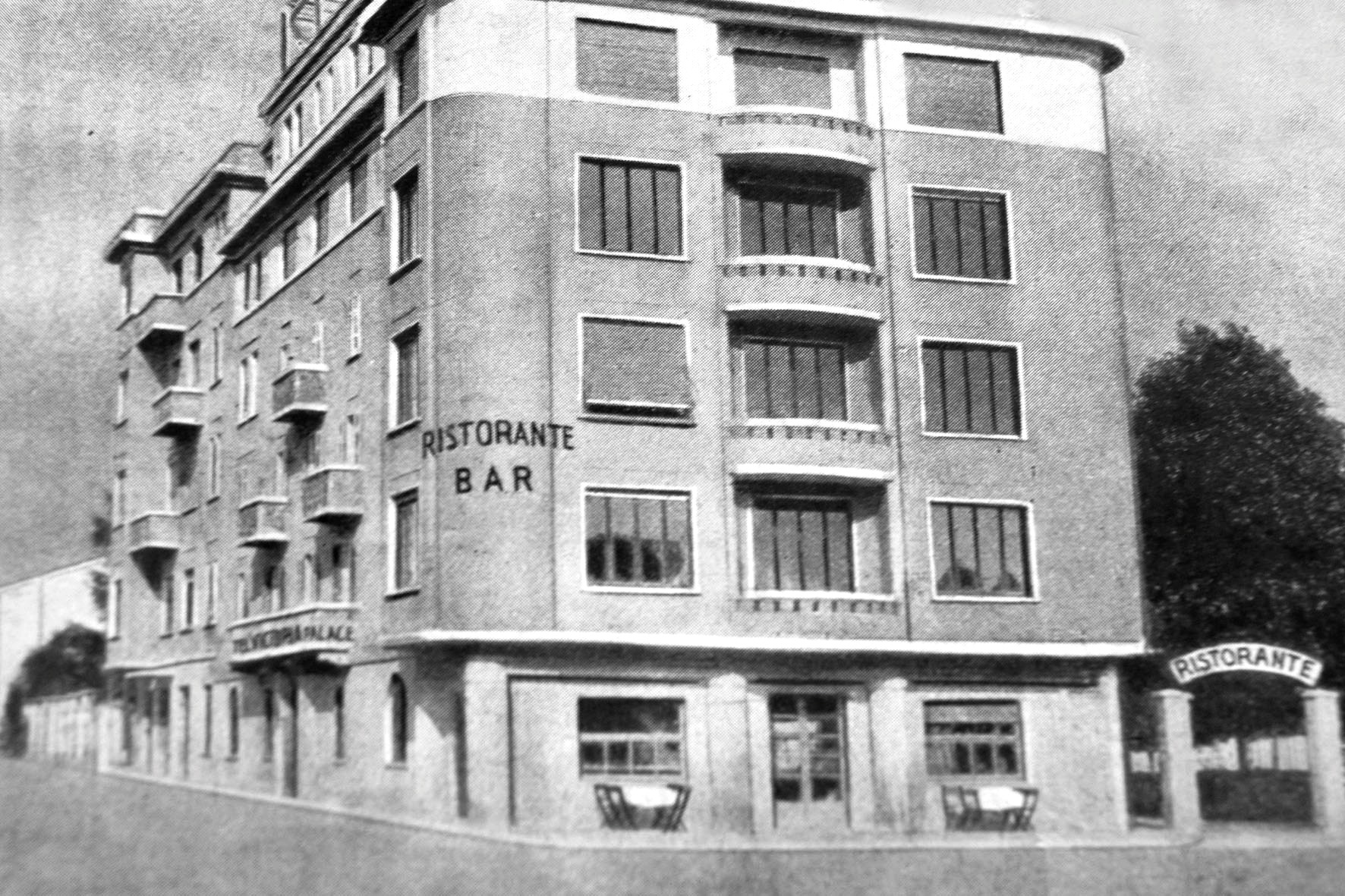
L'Hotel Meina après la guerre

À Meina, seize Juifs logeant à l'hôtel Meina, sont détenus pendant plusieurs jours dans une chambre, avant d'être tués pendant les nuits du 22 au 23 septembre et du 23 au 24. Leurs corps lestés de pierre sont jetés dans le lac à quelques centaines de mètres du rivage. Certains corps refont surface quelques jours après et sont reconnus par la population locale. Le propriétaire de l'hôtel et sa famille, juifs, mais de nationalité turque, sont sauvés par l'intervention directe du consul de Turquie, alors pays neutre. Ce massacre a été décrit après-guerre par Becky Behar, la fille du propriétaire de l'hôtel, âgée de treize ans au moment des faits, dans une chronique Il diario di Becky Behar. Devenue écrivaine, elle a fait de nombreuses conférences et réunions publiques pour sensibiliser le public.
À Orta, l'oncle et le cousin de Primo Levi, Mario et Roberto, sont arrêtés à leur domicile où ils résidaient depuis plusieurs mois avec leurs épouses. Comme en témoigne dans son journal la femme de Roberto, Elena Bachi, elle cherche vainement à avoir des nouvelles des disparus auprès du commandement SS du lac, mais réalisent rapidement qu'elle est aussi en danger et va réussir à se cacher. Elle ne saura jamais ce qui est arrivé à son époux et à son beau-père.
À Mergozzo, toujours dans la matinée du 15 septembre, les SS prennent d'assaut la maison de Mario Covo Abraham et s'y installent toute la journée, sans doute dans l'attente du retour de la fille Lica et de son mari, le graphiste Albe Steiner. Le soir, ils embarquent Covo et deux de ses neveux qui résidaient là temporairement. Maddalena Stramba, la femme de Covo, va pendant des années, sans succès, essayer de connaitre la vérité. Ce n'est qu'après sa mort, que des témoignages locaux vont émerger sur leur meurtre dans un champ pas très loin du village. En 2003, un monument avec une plaque à leur mémoire est érigée sur le site.
Le 16 septembre est le jour du raid à Stresa. Ils arrêtent et transfèrent à la villa Ducale, siège du commandement SS local, l'ancien avocat de Vérone, Tullio Massarani et sa sœur, puis le marchand Giuseppe Ottolenghi avec sa fille qui s'étaient enfuis de Gênes et séjournaient dans un appartement dans le centre de la ville. Il n'y aura plus aucune nouvelle de ces quatre personnes arrêtées. D'autres Juifs, présents dans les hôtels de la ville, ainsi que la famille de Salvatore Segre, propriétaire d'une villa au bord du lac, prévenus du danger réussissent à échapper à l'arrestation.
À Pian Nava, hameau situé sur les hauteurs de Intra, près de Premeno, s'étaient réfugiés dans une auberge locale, en provenance de Salonique, Humbert Scialom, âgé de cinquante-cinq ans, et sa femme. À la suite d'une possible dénonciation d'un cuisinier, employé temporairement à l'auberge, le matin du 17 septembre, un camion de SS vient les arrêter et les embarquent avec leurs bagages. On ignore leur destinée.
Le 19 septembre, à Novare, le commandant Rudolf Flot procède à l'arrestation de Giacomo Diena, ancien officier et invalide de la Grande Guerre qui, bien que prévenu du danger, se croyait à l'abri en raison de son passé militaire. Il arrête en même temps son vieil oncle et une femme de 31 ans, Sara Berta Kaatz Furono, réfugiée de Turin. On ne dispose d'aucune information sur leur sort.
Quelques jours plus tard, Flot lui-même se fait remettre les clefs des coffres-forts de la Banco Popolare de Novare appartenant à des Juifs, et s'empare de leur contenu.
Le dernier épisode se déroule une vingtaine de jours plus tard, le 8 octobre à Intra. Le jeune Riccardo Ovazza est arrêté à Ossola, en essayant de prendre des contacts pour fuir vers la Suisse au Tessin. Il est conduit à la direction de la SS locale, installée dans une école élémentaire de jeunes filles. Après avoir été interrogé et torturé pour savoir où se cache sa famille, il est tué le soir même. Son corps est ensuite brulé dans la chaudière de l'école. Le lendemain, son père, le banquier important, Ettore Ovazza, est arrêté avec le reste de la famille dans un hôtel de Gressoney, et transféré à Intra. Malgré son passé fasciste de la première heure et sa propagande pour le Duce au sein de la communauté juive, il est assassiné avec sa femme et sa fille dans le sous-sol de l'école. Leurs corps déchiquetés sont ensuite brulés dans la chaudière de l'école,

## Ceux qui ont pu se sauver

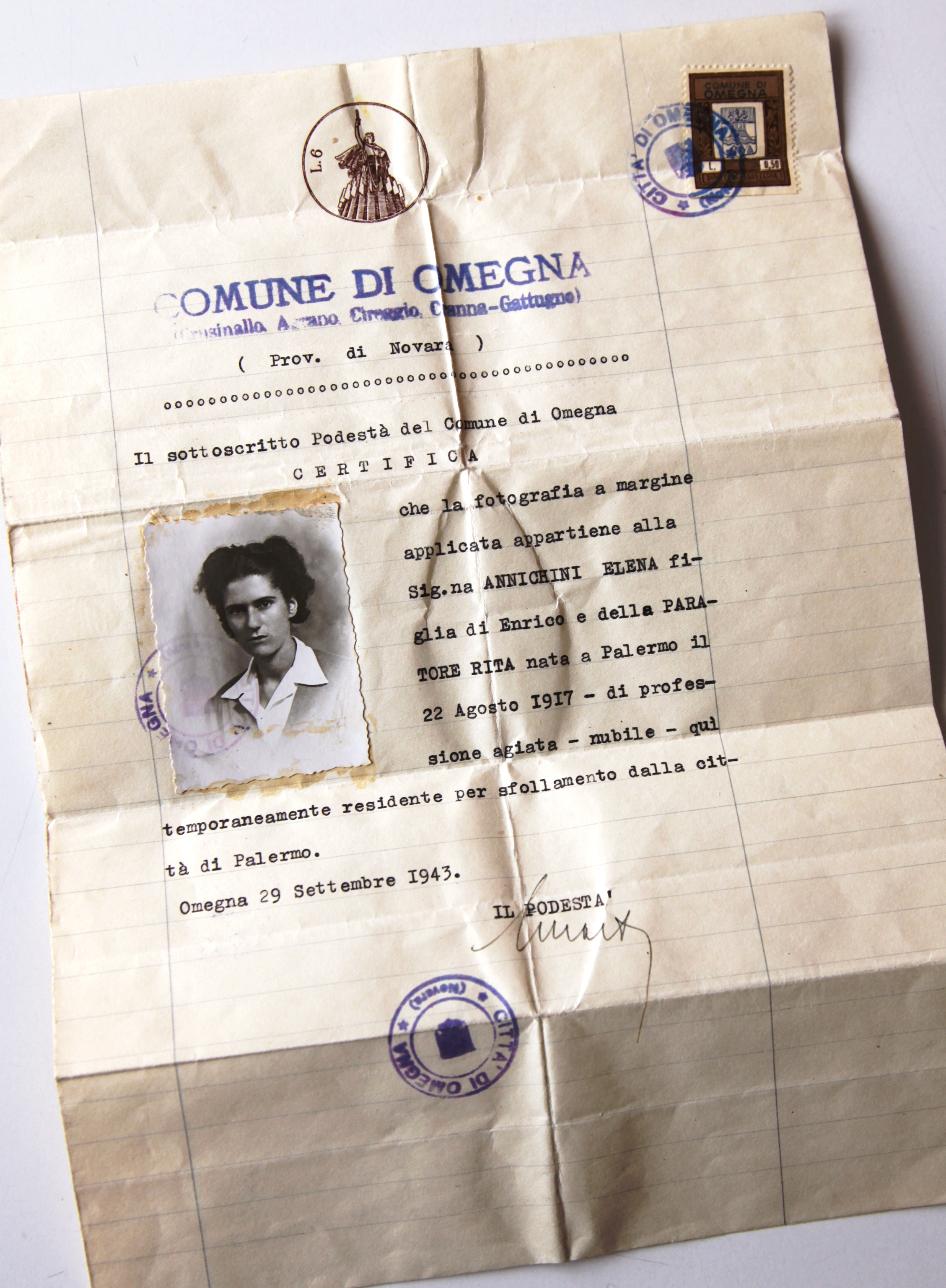
Document falsifié d'Elena Bachi

Le nombre de victimes confirmées est de 57, mais on peut estimer que le nombre réel de victimes est plus élevé, car la région du lac Majeur était un lieu de passage pour les réfugiés juifs qui espéraient fuir au Tessin en Suisse.
De nombreux Juifs ont réussi à échapper aux arrestations, conseillés et parfois aidés par la population locale, en se réfugiant en Suisse ou en se cachant. Parmi les cas les plus connus, la famille Jarach, qui s'est enfuie de justesse en bateau sur l'autre rive du lac grâce au gardien de la villa, Luciano Visconti, et de sa femme, et qui ont été hébergés chez leurs parents à Dumenza au-dessus de Luino.
À Stresa, quand le propriétaire de l'Hôtel Speranza, Franca Negri Padulazzi, reçoit un appel demandant la liste des Juifs de son hôtel, il avertit immédiatement ses clients Juifs, puis ceux des autres hôtels de la ville.
À Novare, c'est la police elle-même qui avertit les Juifs que les Allemands ont demandé la liste des résidents juifs.
Elena Bacchi, épouse de Roberto Levi, après la capture de son mari et de son beau-père, se trouve en grand danger. Elle est adressée par le maire d'Orta, Gabriele Galli, à Don Giuseppe Annichinis, curé adjoint d'Omegna, qui la cache, lui procure de faux documents indiquant qu'elle est sa nièce et l'installe chez des parents à Valstrona, où elle restera jusqu'à la fin de la guerre.

## Les procès
Le procureur militaire de Turin lance en 1953 une enquête préliminaire contre l'ancien officier SS Gottfried Meier (de), responsable du massacre de la famille Ovazza à Intra. Le procès de Meier, à l'époque directeur d'une école primaire en Autriche, se déroule à Turin en 1955 par contumace. Le procès se termine en juillet 1955 avec une condamnation à la prison à perpétuité, mais le gouvernement autrichien n'accordera jamais l'extradition,.
L'instruction pour le procès d'Osnabrück concernant les massacres de Baveno, Arona, Meina, Stresa et Mergozzo commence en 1964 avec une prise de contact entre les juges allemands et Eloisa Ravenna du Centro di Documentazione Ebraica Contemporanea (Centre de documentation juive contemporaine) de Milan, afin d'obtenir des informations et trouver des témoins des massacres du lac Majeur. Le procès se termine en 1968, avec six mois d'audiences, dont certaines commissions rogatoires à Milan, et la convocation de 180 témoins. Par jugement du 5 juillet 1968, la cour condamne à la prison à vie les trois capitaines Hans Krüger, de:Herbert Schnelle et de:Hans Röhwer et à trois ans comme exécuteurs, les deux officiers subalternes Oskar Schulz et de:Ludwig Leithe. La Cour suprême de Berlin, deux ans plus tard, à la suite de l'appel des accusés, les acquitte et ordonne leur libération, indiquant par arrêt définitif d'avril 1970, que les infractions sont prescrites ,.

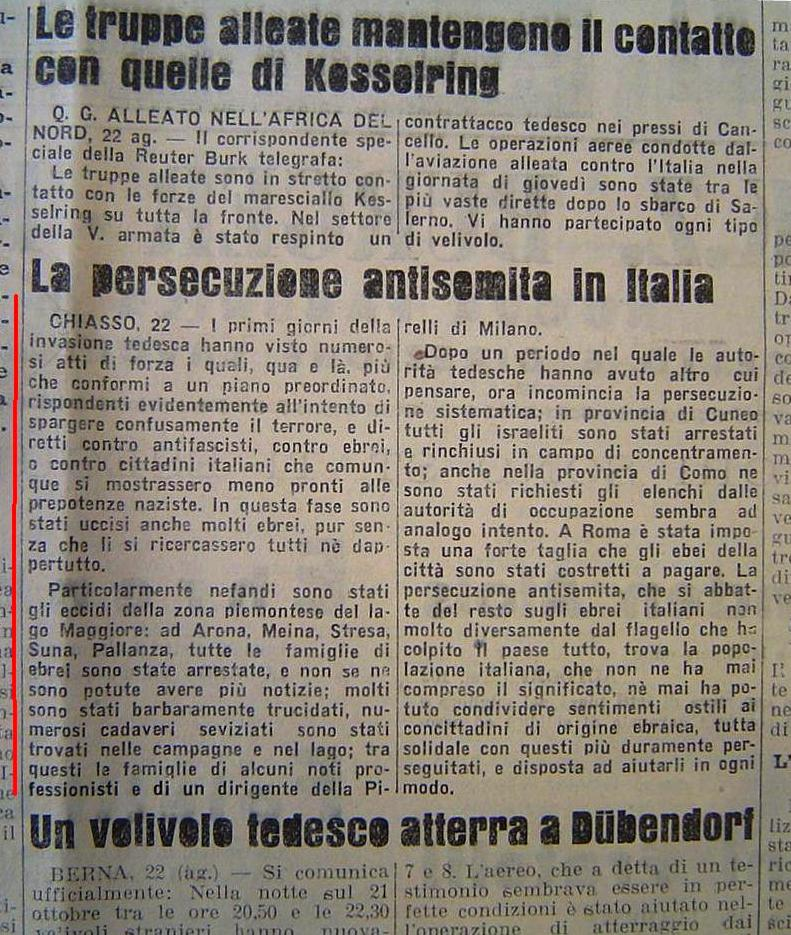
Journal du Parti socialiste de Lugano du 23 octobre 1943, mentionnant l'assassinat de Juifs dans la région du lac Majeur

## Études historiques
Les premières informations sur le massacre des Juifs sur le lac Majeur apparaissent dès octobre 1943 dans des journaux suisses. En Italie, il faut attendre juin et juillet 1945, pour que les journaux locaux du Piémont en parlent et ce n'est que dans les mois suivants que la presse nationale en fera mention. Avant le procès d'Osnabrück, aucune publication historique ne parle des meurtres, à l'exception de quelques pages de Giorgio Bocca; il faut attendre 1978 pour que Giuseppe Mayda consacre un chapitre complet sur le massacre du lac Majeur.
Les deux ouvrages les plus complets apparaissent en 1993, le premier écrit par le journaliste et écrivain lombard Marco Nozza qui a suivi le procès d'Osnabrück, et le second par Aldo Toscano, un Juif de Novare, qui a échappé miraculeusement à la rafle de Baveno et qui réussit plus tard à fuir en Suisse. Après la guerre, il réussit à recueillir de nombreux documents et témoignages.
Le massacre du lac Majeur dans le cadre général de la déportation des Juifs d'Italie est resitué dans le livre Libro della Memoria (Livre de la mémoire) de Liliana Picciotto Fargion  du Centro di Documentazione Ebraica Contemporanea.
Une conférence en 2001 fait le bilan des différentes études, et met en évidence deux théories sur les faits : la première, en ligne avec les conclusions des juges d'Osnabrück, croit que les SS du lac Majeur, n'ont pas reçu d'ordres de tuer ni de piller, mais que la décision a été prise par le commandement local. Cette thèse est soutenue entre autres par Picciotto Fargion et Roberto Morozzo Della Rocca, professeur à l'université de Rome III; Mauro Begozzi; l'autre théorie, qui reprend la position de Marco Nozza dans son livre Hotel Meina, considère qu'en raison de l'étendue et de la durée du massacre, celui-ci ne peut pas être une décision fortuite, mais renvoie à des ordres et à la responsabilité de tout le commandement supérieur.

## Filmographie
Un premier documentaire est présenté en 1994 par la Radiotelevisione svizzera di lingua italiana (Télévision suisse de langue italienne): 1943 : I giorni dell'eccidio. Una strage nazista sul Lago Maggiore (1943 : les jours du massacre. Un massacre nazi sur le lac Majeur) réalisé par Fabio Calvi et Enrico Lombardi. Les massacres, et en particulier ceux de Meina, d'Arona, de Mergozzo et d'Intra, sont évoqués par des interviews de témoins et avec les commentaires historiques de Michele Sarfatti du Centro di Documentazione Ebraica Contemporanea et de Marco Nozza. Ce documentaire est basé sur le livre Hôtel Meina qui était sorti un an auparavant et qui a servi de référence principale pour le film.
En 2007 sort le film controversé Hotel Meina, de Carlo Lizzani qui est officiellement inspiré du livre éponyme de Marco Nozza. En réalité, le film est une fiction des évènements avec de nombreuses références historiques inexactes. Par exemple, le film mentionne la présence de partisans dans la région déjà en septembre 1943, il fait aussi référence au Manifesto di Ventotene qui n'a été publié qu'en 1944, etc. C'est un film qui, comme l'affirme son réalisateur, entend décrire l'emprisonnement et le massacre des Juifs de l'hôtel comme un apologue de la condition humaine.
En janvier 2011, a été présenté le documentaire Even 1943. Olocausto sul Lago Maggiore, qui au moyen d'interviews de témoins directs et indirects et de commentaires d'historiens du Centro di Documentazione Ebraica Contemporanea et de l'Istituto Storico della Resistenza Piero Fornara de Novare, analysent tous les meurtres survenus dans neuf lieux différents, à l'automne 1943. Des parties sont dédiées aux procès de Turin et d'Osnabrück, aux cas des Juifs sauvés et survivants et aux vols des biens des Juifs tués ou contraint de fuir. Even est le caillou de la mémoire que les Juifs déposent sur la tombe d'un proche. Ce film doit être le caillou de la mémoire pour les victimes du lac Majeur, dont on ne trouve pas la tombe sur laquelle le déposer, et qui est le thème sous-jacent du film.
Musique
Mort Schumann a présenté en 1972 une chanson: Le Lac Majeur, musique de Mort Schumann, paroles d'Etienne Rhoda Gill.
Le texte de cette chanson se réfère à Mikhaïl Bakounine, qui fit tirer le 13 juillet 1874 un feu d'artifice en l'honneur de sa femme à Minusio, face au lac Majeur. C'est donc plus de cendres du feu d'artifice que de neige dont il est question dans cette chanson, et du désenchantement des révolutions anarchistes italiennes de l'époque,.